# GEMIN8
GEMIN8‏ (Gem nuclear organelle associated protein 8) هوَ بروتين يُشَفر بواسطة جين GEMIN8 في الإنسان.